# Acraea schecana
Acraea schecana är en fjärilsart som beskrevs av Rothschild och Jordan 1905. Acraea schecana ingår i släktet Acraea och familjen praktfjärilar. Inga underarter finns listade i Catalogue of Life.